# Zoropsis saba
Zoropsis saba là một loài nhện trong họ Zoropsidae.
Loài này thuộc chi Zoropsis. Zoropsis saba được miêu tả năm 2006 bởi Thaler & van Harten.